# Malika Zeghal
Malika Zeghal, née en 1965, est une universitaire franco-tunisienne, professeure de pensée et de vie islamiques contemporaines à l'université Harvard et ancienne professeure agrégée d'anthropologie et de sociologie de la religion à la Divinity School (en) de l'université de Chicago.

## Biographie
Elle est élève à l'École normale supérieure (promotion 1987) puis obtient son doctorat à l'Institut d'études politiques de Paris en 1994. Elle commence ses recherches postdoctorales en 1995 au Hagop Kevorkian Center for Near Eastern Studies de l'université de New York avant de revenir en France pour rejoindre le Centre national de la recherche scientifique de 1995 à 2005. Elle est par ailleurs membre du conseil scientifique de l'Académie tunisienne des sciences, des lettres et des arts.
Son travail, Gardiens de l'Islam, est une analyse de l'influence des oulémas de l'université al-Azhar. Afaf Marsot (en) soutient que sa thèse est que « les oulémas d'al-Azhar croient qu'il est de leur devoir, da'wa, en tant que gardiens de la religion de veiller à ce que les lois d'un pays soient conformes à la charia ; ainsi, leur lutte avec les autorités est définie par une tentative de mettre de côté les lois de l'État en faveur de la charia ». Le livre explore comment les interactions de l'État avec les oulémas d'al-Azhar ont contribué à la montée en puissance d'autres mouvements islamiques, à savoir les Frères musulmans, en dehors des institutions traditionnelles.

## Enseignements
En 2013, elle donne un cours à la Harvard Divinity School intitulé Political Islam in the 20th and 21st Centuries.

## Publications
- Gardiens de l'Islam : les oulémas d'al-Azhar dans l'Égypte contemporaine, Paris, Presses de Sciences Po, 1996, 381 p. (ISBN 978-2-724-60679-9).
- Les islamistes marocains : le défi à la monarchie, Paris, La Découverte, 2005, 336 p. (ISBN 978-2-707-14480-5).